# Lista de singles número um na Hot Dance Club Songs em 2011
Este anexo contém as canções lançadas como singles que atingiram a primeira posição da parada musical estado-unidense Hot Dance Club Songs em 2011. A lista contém as faixas mais tocadas em danceterias por disc jockeys (DJ) do país que precisam atender a critérios da revista Billboard para a publicação de seus dados.
| Data de admição | Single                                 | Artista                                        | Referência(s) |
| --------------- | -------------------------------------- | ---------------------------------------------- | ------------- |
| 1 de janeiro    | "Miami 2 Ibiza"                        | Swedish House Mafia vs. Tinie Tempah           | [ 2 ]         |
| 8 de janeiro    | "Louder (Put Your Hands Up)"           | Chris Willis                                   | [ 3 ]         |
| 15 de janeiro   | "One Hot Pleasure"                     | Erika Jayne                                    | [ 4 ]         |
| 22 de janeiro   | "Firework"                             | Katy Perry                                     | [ 5 ]         |
| 29 de janeiro   | "You Haven't Seen the Last of Me"      | Cher                                           | [ 6 ]         |
| 5 de fevereiro  | "Tonight (I'm Lovin' You)"             | Enrique Iglesias com Ludacris e DJ Frank E     | [ 7 ]         |
| 12 de fevereiro | "Who's That Chick?"                    | David Guetta com Rihanna                       | [ 8 ]         |
| 19 de fevereiro | "A Year Without Rain"                  | Selena Gomez & the Scene                       | [ 9 ]         |
| 26 de fevereiro | "Hello"                                | Martin Solveig e Dragonette                    | [ 10 ]        |
| 5 de março      | "Better Than Today"                    | Kylie Minogue                                  | [ 11 ]        |
| 12 de março     | "Move on Fast"                         | Ono                                            | [ 12 ]        |
| 19 de março     | "Hold It Against Me"                   | Britney Spears                                 | [ 13 ]        |
| 26 de março     | "Higher"                               | Taio Cruz com Kylie Minogue e Travie McCoy     | [ 14 ]        |
| 2 de abril      | "S&M"                                  | Rihanna                                        | [ 15 ]        |
| 9 de abril      | "On the Floor"                         | Jennifer Lopez com Pitbull                     | [ 16 ]        |
| 16 de abril     | "Born This Way"                        | Lady Gaga                                      | [ 17 ]        |
| 23 de abril     | "E.T."                                 | Katy Perry                                     | [ 18 ]        |
| 30 de abril     | "Good Girl"                            | Alexis Jordan                                  | [ 19 ]        |
| 7 de maio       | "Army of Love"                         | Kerli                                          | [ 20 ]        |
| 14 de maio      | "Dancing Tonight"                      | Kat DeLuna                                     | [ 21 ]        |
| 21 de maio      | "Beautiful People"                     | Chris Brown com Benny Benassi                  | [ 22 ]        |
| 28 de maio      | "Till the World Ends"                  | Britney Spears                                 | [ 23 ]        |
| 4 de junho      | "Original Sin"                         | INXS com Rob Thomas e apresentando DJ Yaleidys | [ 24 ]        |
| 11 de junho     | "Hollywood Tonight"                    | Michael Jackson                                | [ 25 ]        |
| 18 de junho     | "Fade"                                 | Kristine W                                     | [ 26 ]        |
| 25 de junho     | "Judas"                                | Lady Gaga                                      | [ 27 ]        |
| 2 de julho      | "Call Your Girlfriend"                 | Robyn                                          | [ 28 ]        |
| 9 de julho      | "Run the World (Girls)"                | Beyoncé                                        | [ 29 ]        |
| 16 de julho     | "Last Friday Night (T.G.I.F.)"         | Katy Perry                                     | [ 30 ]        |
| 23 de julho     | "I'm Into You"                         | Jennifer Lopez com Lil Wayne                   | [ 31 ]        |
| 30 de julho     | "Who Says"                             | Selena Gomez & the Scene                       | [ 32 ]        |
| 6 de agosto     | "Save the World"                       | Swedish House Mafia                            | [ 33 ]        |
| 13 de agosto    | "The Edge of Glory"                    | Lady Gaga                                      | [ 34 ]        |
| 20 de agosto    | "Dirty Dancer"                         | Enrique Iglesias com Usher e Lil Wayne         | [ 35 ]        |
| 27 de agosto    | "I Wanna Go"                           | Britney Spears                                 | [ 36 ]        |
| 3 de setembro   | "Put Your Hands Up (If You Feel Love)" | Kylie Minogue                                  | [ 37 ]        |
| 10 de setembro  | "Best Thing I Never Had"               | Beyoncé                                        | [ 38 ]        |
| 17 de setembro  | "Talking to the Universe"              | Ono                                            | [ 39 ]        |
| 24 de setembro  | "California King Bed"                  | Rihanna                                        | [ 40 ]        |
| 1° de outubro   | "Collide"                              | Leona Lewis e Avicii                           | [ 41 ]        |
| 8 de outubro    | "I'm Still Hot"                        | Luciana                                        | [ 42 ]        |
| 15 de outubro   | "Wepa"                                 | Gloria Estefan                                 | [ 43 ]        |
| 22 de outubro   | "In the Dark"                          | Dev                                            | [ 44 ]        |
| 29 de outubro   | "Yoü and I"                            | Lady Gaga                                      | [ 45 ]        |
| 5 de novembro   | "Papi"                                 | Jennifer Lopez                                 | [ 46 ]        |
| 12 de novembro  | "Show Me"                              | Jessica Sutta                                  | [ 47 ]        |
| 19 de novembro  | "We Found Love"                        | Rihanna com Calvin Harris                      | [ 48 ]        |
| 26 de novembro  | "We Found Love"                        | Rihanna com Calvin Harris                      | [ 49 ]        |
| 3 de dezembro   | "Sexy and I Know It"                   | LMFAO                                          | [ 50 ]        |
| 10 de dezembro  | "Love You Like a Love Song"            | Selena Gomez & the Scene                       | [ 51 ]        |
| 17 de dezembro  | "I Like How It Feels"                  | Enrique Iglesias com Pitbull e The WAV.s       | [ 52 ]        |
| 24 de dezembro  | "Countdown"                            | Beyoncé                                        | [ 53 ]        |